# Divize C 1995/1996
V soubojích 31. ročníku České divize C 1995/96 se utkalo 16 týmů dvoukolovým systémem podzim – jaro. Tento ročník začal v srpnu 1995 a skončil v červnu 1996.

## Nové týmy v sezoně 1995/96
Z ČFL 1994/95 sestoupilo do Divize C mužstvo FK Mladá Boleslav a z 2. ligy pak přímo mužstvo FC Kaučuk Brandýs nad Labem. Z krajských přeborů postoupila vítězná mužstva ročníku 1994/95: AFK Sokol Semice z Středočeského přeboru, PFC Český Dub z Severočeského přeboru a FC FOMA Hradec Králové z Východočeského přeboru. TJ Milíčeves nepodalo do soutěže přihlášku a místo něho postoupilo druhé mužstvo z Východočeského přeboru a to SK Holice. Mužstva SK Motorlet Praha a FK Admira/Slavoj byly přeřazeny do Divize B, místo nich sem bylo nově zařazeno mužstvo SK Aritma Praha

## Kluby podle přeborů
- Východočeský (7): AFK Chrudim, SK Hradec Králové „B“, FK Trutnov, FC Pard Pardubice, FK Agria Choceň, FC FOMA Hradec Králové, SK Holice.
- Severočeský (2): FC Slovan Liberec „B“, PFC Český Dub.
- Středočeský (6): SK Sparta Kutná Hora, FK Mogul Kolín, AFK Kolín, FK Mladá Boleslav, FC Kaučuk Brandýs nad Labem, AFK Sokol Semice.
- Pražský (1): SK Aritma Praha.

## Výsledná tabulka
Zdroj: 
| Poř. | Tým                         | Z  | V  | R  | P  | VG | OG | B  |
| ---- | --------------------------- | -- | -- | -- | -- | -- | -- | -- |
| 1.   | FK Trutnov                  | 30 | 19 | 4  | 7  | 60 | 33 | 61 |
| 2.   | AFK Chrudim                 | 30 | 15 | 6  | 9  | 52 | 36 | 51 |
| 3.   | SK Hradec Králové „B“       | 30 | 14 | 7  | 9  | 60 | 42 | 49 |
| 4.   | FC Kaučuk Brandýs nad Labem | 30 | 14 | 7  | 9  | 43 | 39 | 49 |
| 5.   | FC FOMA Hradec Králové      | 30 | 14 | 5  | 11 | 63 | 44 | 47 |
| 6.   | AFK Sokol Semice            | 30 | 13 | 5  | 12 | 45 | 58 | 44 |
| 7.   | SK Holice                   | 30 | 12 | 7  | 11 | 39 | 40 | 43 |
| 8.   | FC Slovan Liberec „B“       | 30 | 10 | 11 | 9  | 32 | 28 | 41 |
| 9.   | FK Mladá Boleslav           | 30 | 11 | 7  | 12 | 41 | 38 | 40 |
| 10.  | FK Agria Choceň             | 30 | 10 | 10 | 10 | 48 | 48 | 40 |
| 11.  | SK Aritma Praha             | 30 | 12 | 3  | 15 | 40 | 54 | 39 |
| 12.  | AFK Kolín                   | 30 | 12 | 3  | 15 | 35 | 50 | 39 |
| 13.  | PFC Český Dub               | 30 | 11 | 5  | 14 | 44 | 37 | 38 |
| 14.  | FK Mogul Kolín              | 30 | 12 | 2  | 16 | 41 | 43 | 38 |
| 15.  | SK Sparta Kutná Hora        | 30 | 11 | 6  | 14 | 45 | 56 | 38 |
| 16.  | FC Pard Pardubice           | 30 | 5  | 3  | 22 | 23 | 65 | 18 |

Poznámky:
- Z = Odehrané zápasy; V = Vítězství; R = Remízy; P = Prohry; VG = Vstřelené góly; OG = Obdržené góly; B = Body
- O pořadí klubů se stejným počtem bodů rozhodly vzájemné zápasy.

|  | Postup do ČFL 1996/97                           |
|  | Sestup do příslušného krajského přeboru 1996/97 |